# Mormonia pensacola
Mormonia pensacola là một loài bướm đêm trong họ Noctuidae.